# Kosterij (Zijldijk)
De kosterij van de Doopsgezinde vermaning in Zijldijk is een eenvoudig bouwwerk uit het begin van de 18e eeuw. Het pand heeft een schilddak met zijschildengoot en zesruitsvensters. Sinds 1973 wordt het beschermd als rijksmonument.
De kosterij is in 1840 verbouwd en in 1880 aan de achterzijde uitgebouwd. Het gebouw is nog steeds in gebruik bij de Doopsgezinde gemeente. De kosterij staat voor de vermaning.

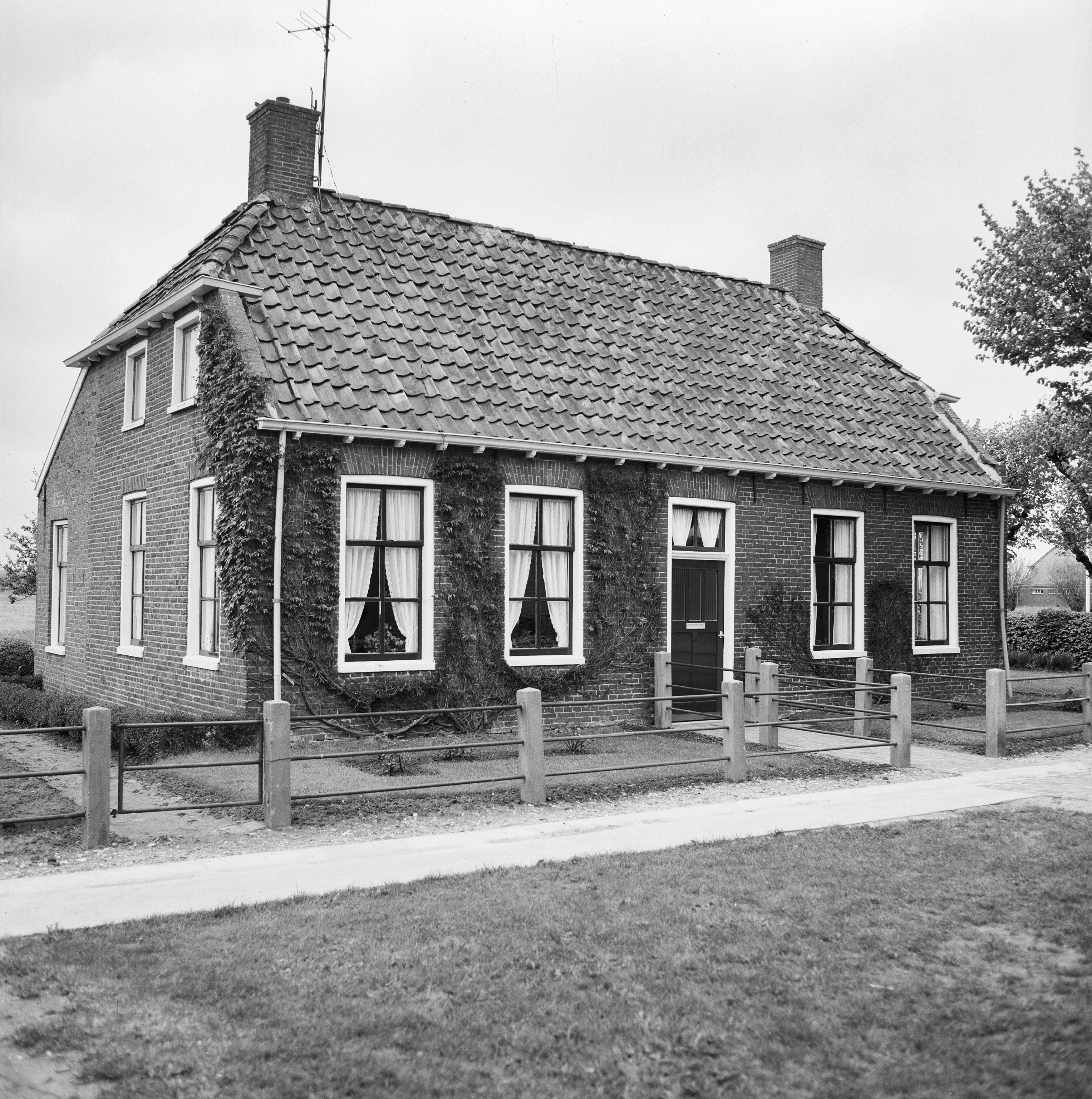
Aanzicht in 1969